# Фароб
Фароб (Фараб; тадж. Фароб) — сельский населённый пункт (тадж. деҳа) в Пенджикентском районе Согдийской области Республики Таджикистан. 
Административно относится к сельской общине (джамоату) Фароб, его административный центр.
Расположен в ущелье, в верхнем течении реки Кашкадарья. Расстояние от села до районного центра (г. Пенджикент) — 80 км.  
Население — 8847 человек (2017 г.), таджики. 